# 방어진고등학교
방어진고등학교(方魚津高等學校)는 대한민국 울산광역시 동구 화정동에 있는 공립 고등학교이다.

## 학교 연혁
- 1992년 4월 1일 : 방어진종합고등학교 설립 인가
- 1992년 4월 30일 : 30학급 인가(보통과 18학급, 상업과 12학급)
- 1994년 3월 7일 : 방어진종합고등학교 개교
- 1996년 3월 1일 : 방어진고등학교로 교명 변경
- 2009년 10월 20일 : 교육과학기술부 과학중점학교 지정
- 2010년 2월 8일 : 울산광역시교육청 자율학교 지정
- 2014년 1월 30일 : 학칙변경, 25학급 인가(특수학급 1학급 포함)
- 2025년 2월 7일 : 제29회 졸업식(166명) 총 졸업생 10,790명
- 2025년 3월 1일 : 제14대 이경숙 교장 취임
- 2025년 3월 4일 : 제32회 입학식(225명)

## 참고 자료
- 방어진고등학교 - 한국교육학술정보원 학교알리미